# Шетнер, Уильям
Уильям Шетнер (англ. William Shatner; род. 22 марта 1931, Монреаль, провинция Квебек, Канада) — канадский актёр и писатель. Стал известным благодаря роли Джеймса Тиберия Кирка, капитана звездолёта «Энтерпрайз», в сериалах «Звёздный путь» (1966—1969), «Звёздный путь» (анимационном) и семи последующих художественных фильмах «Звёздный путь». Шетнер написал серию книг, где рассказывал о том, как играл роль капитана Кирка и что происходило на съёмках киноэпопеи «Звёздный путь», а также был соавтором нескольких романов, которые вошли во вселенную «Звёздного пути». Он написал серию научно-фантастических романов под названием «Война тек», которые были адаптированы для телевидения.
Шетнер также играл главную роль опытного сержанта полиции в телесериале «Ти Джей Хукер» с 1982 по 1986 год. Он — музыкант, автор, продюсер, режиссёр и известный рекламщик. С 2004 по 2008 год играл роль адвоката Денни Крейна в телевизионной драме «Юристы Бостона», за которую получил премию «Эмми» и «Золотой глобус». В 2009 году Шетнер озвучивал главного героя Дона Салмонелла Гавона в мультсериале «Гавоны».

## Биография

### Детство и юность
Шетнер родился в Монреале, провинция Квебек, Канада; сын Анны (в девичестве — Гармез) и Джозефа Шетнер, производителя одежды. У него есть две сестры — Джой и Фарла. Фамилия его деда со стороны отца Вулфа Шаттнера была переформулирована на английский язык как Шетнер. Дедушка и бабушка Шетнера — еврейские иммигранты из Австрии, Польши, Венгрии и Украины, и поэтому его воспитывали согласно религии консервативного иудаизма. Он учился в Уиллингдонской начальной школе в Нотр-Дам-де-Грас (НДГ) и Средней школе барона Бина в Монреале, а также в Средней школе Уэст-Хилл в НДГ. Шетнер — выпускник Монреальского детского театра. Он получил степень бакалавра по специальности «коммерция» в Университете Макгилла.

### Карьера
Шетнер учился на классического шекспировского актёра, и поэтому принимал участие в шекспировском Стратфордском фестивале Канады в Стратфорде, провинция Онтарио. Он сыграл ряд шекспировских ролей на Стратфордском фестивале: второстепенную роль во вводной сцене известной пьесы «Царь Эдип» Софокла, поставленной Тайроном Гатри (транслировалась по национальному телевидению), в постановках «Генрих V» Шекспира и «Тамерлан великий, скифский пастух» Марло. Через некоторое время Шетнер играл на Бродвее. В 1954 году он был назначен на роль рейнджера Боба в канадской версии «Шоу Хауди-Дуди». Шетнер был дублёром Кристофера Пламмера — они оба сыграли главные роли двух противников в фильме «Звёздный путь 6: Неоткрытая страна».
Несмотря на то что его официальный дебют в кино состоялся в 1951 году в канадском фильме «The Butler’s Night Off», свою первую характерную роль — Алёши Карамазова — Шетнер сыграл в фильме «Братья Карамазовы» в 1958 году вместе с Юлом Бриннером. В 1959 году он получил неплохие отзывы о своей работе над ролью Ломакса в бродвейской постановке «Мир Сюзи Вонг». В 1960 году Шетнер сыграл роль Уэйна Горема в двух эпизодах телесериала «Вне закона» вместе с Бартоном Маклейном. В 1961 году он сыграл главную роль в бродвейской пьесе «Выстрел в темноте» вместе с Джули Харрис, режиссёром которой был Харолд Клермен. Также в пьесе играли Уолтер Маттау (он получил театральную премию «Тони» за сыгранную роль в этой постановке) и Джин Сакс. Шетнер также сыграл главную роль в двух эпизодах телесериала «Триллер» — «Демон смерти» и «Ненасытное стекло».
В 1962 году Шетнер сыграл главную роль в фильме Роджера Кормана «Захватчик». Он также снимался в фильме «Нюрнбергский процесс» Стэнли Крамера и двух эпизодах научно-фантастического сериала «Сумеречная зона» — «Nick of Time» и «Nightmare at 20,000 Feet». В сезоне 1963/1964 года Шетнер появился в эпизодах двух сериалов — «Чаннинг» и «За гранью возможного» («Холодные руки, тёплое сердце»). В 1963 году он играл главную роль в фильме «Солдат» (Семейный театр), а также в нескольких программах сериала «Псалмы». В 1964 году Шетнер в качестве «приглашённой звезды» сыграл в эпизоде «He Stuck in His Thumb» телесериала «Репортёр».
Шетнер в качестве «приглашённой звезды» снимался в главной роли в телесериале «Агенты А.Н.К.Л.» (The Man from U.N.C.L.E.) в девятом эпизоде вместе с Леонардом Нимоем, с которым он вскоре снялся в «Звёздном пути». В 1965 году Шетнер также играл главную роль в драме «Для людей» — помощника окружного прокурора — вместе с актрисой второго плана Джессикой Уолтер (13 эпизодов). В 1965 году он сыграл главную роль в фильме жанра готический роман «Злой дух» — втором полнометражном фильме, в котором все диалоги произносились на искусственном языке эсперанто.
С 13 июля 2021 года является автором и ведущим передачи «Я не понимаю» (англ. I Don't Understand) на телеканале «RT America», которая закупается RT у независимого производителя.
По состоянию на 2025 год, Уильям Шетнер является одним из трёх последних оставшихся в живых членов главного актёрского состава оригинального сериала «Звёздного пути», вместе с Джорджем Такеи и Уолтером Кёнигом.

### Полёт в космос
4 октября 2021 года американская компания Blue Origin объявила, что Уильям Шетнер включён в экипаж New Shepard NS-18. 13 октября 2021 года суборбитальный полёт New Shepard NS-18 с Уильямом Шетнером на борту успешно совершён. Стал самым пожилым человеком в космосе в возрасте 90 лет.

## Личная жизнь
Первые два брака Уильяма, с Глорией Рэнд (от неё трое дочерей) и Марси Лафферти Шэтнер, окончились разводами. Его третья жена, Нерин Кидд, страдала алкоголизмом: в возрасте 40 лет она утонула в домашнем бассейне, будучи в состоянии опьянения. В память о ней Шэтнер основал благотворительный фонд помощи женщинам, страдающим от алкогольной или наркотической зависимости. Четвёртая жена (с 2001 по 2020 год) — Элизабет Мартин.

## Фильмография

### Телесериалы
- 1954 — Хауди-Дуди / Howdy Doody — Рейнджер Боб
- 1955 — «Дженерал моторс» представляет / General Motors Presents — Билли Бадд
- 1956 — On Camera
- 1956 — Телевизионный театр Goodyear / Goodyear Television Playhouse
- 1956 — The Kaiser Aluminum Hour — Джон Сандор / Оуэн Хауэлл
- 1957 — Омнибус / Omnibus — Palace Messenger
- 1957 — Студия один / Studio One — Доктор Дэвид Коулман / Доктор Фрэнк / Кеннет Престон
- 1957 — Телевизионный театр Крафта / Kraft Television Theatre — Фред Белл
- 1957 — Альфред Хичкок представляет / Alfred Hitchcock Presents — Джим Уайтли / Джон Крейн
- 1958 — Подозрение / Suspicion — Илай
- 1958 — Кульминация / Climax! — Бен tate
- 1958 — Театр 90 / Playhouse 90 — Джерри Пол
- 1958 — Стальной час Соединённых Штатов / The United States Steel Hour — Кон Пёрвис / Фред Корри
- 1958 — Зал славы Hallmark / Hallmark Hall of Fame — Фило
- 1959 — Tactic
- 1959 — Sunday Showcase — Томас Гор
- 1960 — Райские приключения / Adventures in Paradise
- 1960 — Alcoa Presents: One Step Beyond — Карл Бреммер
- 1960 — «Вне закона»[англ.] / Outlaws — Уэйн Горем
- 1960 — The DuPont Show of the Month
- 1960 — Фестиваль / Festival — Марк Антоний
- 1960 — Play of the Week — Льюис Ронен
- 1960 — Сумеречная зона / The Twilight Zone — Боб Уилсон / Дон Картер
- 1961 — Триллер / Thriller — Джордж Крейг / Пол Гравес / Гил Трашер
- 1961 — Защитники / The Defenders — Помощник окружного прокурора Эрл Роудс / Гил Росон / Клифф Селлерс / Чарльз Терранова / Джим Макклири
- 1961 — Доктор Килдэр / Dr. Kildare — Доктор Карл Нойс
- 1962 — Обнажённый город / Naked City — Маунг Тун / Роджер Бармер
- 1963 — Шоу Дика Пауэлла / The Dick Powell Show — Эрик Тегман
- 1963 — Медсёстры / The Nurses — Доктор Адам Кортленд / Доктор Кен Хаук
- 1963 — Alcoa Premiere — Доктор Уильям Грант
- 1963 — Сансет-Стрип, 77 / 77 Sunset Strip — Пол Де Вингер
- 1963 — Чаннинг / Channing — Том
- 1963 — Шоссе 66 / Route 66 — Маномша Факсон
- 1964 — Arrest and Trial — Ларри Тавенер
- 1964 — Правосудие Бёрка / Burke’s Law — Артур Рейнольдс
- 1964 — За гранью возможного / The Outer Limits — Бригадный генерал Джефф Бартон / Полковник
- 1964 — Репортёр / The Reporter — Горнер
- 1964 — Агенты А. Н.К. Л. / The Man from U.N.C.L.E.[англ.] — Майкл Донфилд
- 1964 — Боб Хоуп представляет / Bob Hope Presents the Chrysler Theatre — Дэвид Винсент / Доктор Или Харрис
- 1965 — Insight — Майк Бёрнетт
- 1965 — Для людей / For the People — Дэвид Костер
- 1965 — 12 O’Clock High — Майор Курт Браун
- 1965 — Беглец / The Fugitive — Тони Баррелл
- 1965 — Вирджинец / The Virginian — Генри Суонн / Люк Милфорд
- 1966 — Большая долина / The Big Valley — Бретт Скайлер
- 1966 — Дымок из ствола / Gunsmoke — Фред Бейтман
- 1966 — Звёздный путь / Star Trek — Капитан Джеймс Тиберий Кирк / Дженис Лестер
- 1968 — Off to See the Wizard — Александр Великий
- 1969 — Театр Си-би-эс / CBS Playhouse — Питер Хойт
- 1970 — Париж 7000 / Paris 7000
- 1970 — Медицинский центр / Medical Center — Доктор Илай Нили
- 1970 — ФБР / The F.B.I. — Артур Мейджорс
- 1970 — Наименование игры / The Name of the Game — Питер / Рональд Пейден
- 1970 — Железная сторона / Ironside — Билл Паркинс / Дон Бранд / Марти Джессуп
- 1971 — Storefront Lawyers
- 1971 — Cade’s County — Джек Пилгрим
- 1971 — Миссия невыполнима / Mission: Impossible — Джозеф Конрад / Томас Кролл
- 1972 — Норман Корвин представляет / Norman Corwin Presents
- 1972 — Шестое чувство / The Sixth Sense — Эдвин Данбёри
- 1972 — Отдел 5-О / Hawaii Five-O — Сэм Толливер
- 1972 — Оуэн Маршалл: Адвокат / Owen Marshall: Counselor at Law — Гари
- 1972 — Доктор Маркус Уэлби / Marcus Welby, M.D. — Доктор Беллингс
- 1973 — The Bold Ones: The New Doctors — Ричард Баррелл
- 1973 — Барнаби Джонс / Barnaby Jones — Фред Уильямс / Фил Карлайл
- 1973 — Менникс / Mannix — Адам Лангер
- 1973 — Доктор Саймон Лок / Dr. Simon Locke — Джо Флатт
- 1974 — Волшебник / The Magician — Эд Кэссиди
- 1974 — Человек на шесть миллионов долларов / The Six Million Dollar Man — Джош Лэнг
- 1974 — Кунг-фу / Kung Fu — Капитан Брэндиуайн Гейдж
- 1974 — Петроцелли / Petrocelli — Адам Норт
- 1974 — Кадьяк / Kodiak
- 1974 — Полицейская история / Police Story — Сержант Билл Китлингер
- 1974 — Эми Прентисс / Amy Prentiss — Детектив Паркинс
- 1974 — Женщина-полицейский / Police Woman — Марк Киприо
- 1975 — Новобранцы / The Rookies — Люк Харрис
- 1975 — Пиратский берег / Barbary Coast — Джефф Кейбл
- 1976 — Коломбо. Фатальный выстрел / Columbo. Fade in to Murder — Детектив Люцерн / Уорд Фаулер
- 1977 — Testimony of Two Men — Адриан Ферриер
- 1977 — The Oregon Trail
- 1978 — Как был завоёван Запад / How the West Was Won — Капитан Харрисон
- 1982 — Полицейский отряд / Police Squad! — Отравленный мужчина — Камео
- 1985 — Театр Рэя Брэдбери / The Ray Bradbury Theater — Чарльз Андерхилл
- 1982 — Ти Джей Хукер / T.J. Hooker — Сержант Ти Джей Хукер
- 1989 — Телефон спасения 911[англ.] / Rescue 911 — ведущий
- 1991 — Голос планеты / Voice of the Planet — ведущий
- 1994 — Коломбо. Бабочка в серых тонах / Columbo. Butterfly In Shades Of Grey — Филдинг Чейз
- 1994 — Подводная Одиссея / SeaQuest DSV — Милос Тезлоф
- 1994 — Война тек / TekWar — Уолтер Баском
- 1997 — Причуды науки / Perversions of Science — Адмирал Корнфелд
- 1997 — Косби / Cosby — Джек
- 1999 — A Twist in the Tale — Рассказчик/Ведущий
- 1999 — Третья планета от Солнца / 3rd Rock from the Sun — Стоун Филлипс / Большая голова-гигант
- 2001 — Боб Паттерсон / Bob Patterson — Уоррен Уэллман
- 2004 — Практика / The Practice — Денни Крейн
- 2004 — Чилли-Бич / Chilly Beach — Президент
- 2004 — Юристы Бостона / Boston Legal — Денни Крейн
- 2005 — Invasion Iowa — Полковник Шейн Йегер / Уильям Шетнер
- 2007 — Эверест / Everest — Норман Келли
- 2010 — Перлы моего отца / $#*! My Dad Says — Эдисон Милфорд «Эд» Гудсон III
- 2012 — Копы-новобранцы / Rookie Blue — Генри Маклеод
- 2017-2019 — Частные сыщики / Private Eyes — Норм Глински (2 эпизода)
- 2019 — Теория Большого взрыва / The Big Bang Theory (12-й сезон, 16-я серия) — камео

### Художественные фильмы
- 1951 — The Butler’s Night Off — Мошенник
- 1957 — Грех кровосмешения / Oedipus Rex — Chorus
- 1958 — Братья Карамазовы / The Brothers Karamazov — Алёша Карамазов
- 1961 — The Explosive Generation — Питер Гиффорд
- 1961 — Нюрнбергский процесс / Judgment at Nuremberg — Капитан Харрисон Байерс
- 1962 — Захватчик / The Intruder — Адам Крамер
- 1964 — Гнев / The Outrage — Проповедник
- 1965 — Злой дух / Incubus — Марк
- 1968 — Белый команчи / Comanche blanco — Джонни Луна / Нота
- 1974 — Нехорошая мамаша / Big Bad Mama — Уильям Джей Бакстер
- 1974 — Импульс / Impulse — Мэтт Стоун
- 1975 — Адский дождь / The Devil’s Rain — Марк Престон
- 1977 — A Whale of a Tale — Доктор Джек Фредерикс
- 1977 — Царство пауков / Kingdom of the Spiders — Доктор Роберт ‘Рэк’ Хансен
- 1978 — Land of No Return — Курт Бенелл
- 1978 — The Third Walker — Манро Маклин
- 1979 — Звёздный путь / Star Trek: The Motion Picture — Адмирал Джеймс Тиберий Кирк
- 1980 — Похищение президента / The Kidnapping of the President — Джерри О’Коннор
- 1982 — Часы посещения / Visiting Hours — Гари Бэйлор
- 1982 — Звёздный путь II: Гнев Хана / Star Trek: The Wrath of Khan — Адмирал Джеймс Тиберий Кирк
- 1982 — Аэроплан II: Продолжение / Airplane II: The Sequel — Коммандер Бак Мёрдок
- 1984 — Звёздный путь III: В поисках Спока / Star Trek III: The Search for Spock — Адмирал Джеймс Тиберий Кирк
- 1986 — Звёздный путь IV: Дорога домой / Star Trek IV: The Voyage Home — Адмирал / Капитан Джеймс Тиберий Кирк
- 1989 — Звёздный путь V: Последний рубеж / Star Trek V: The Final Frontier — Капитан Джеймс Тиберий Кирк
- 1991 — Звёздный путь VI: Неоткрытая страна / Star Trek VI: The Undiscovered Country — Капитан Джеймс Тиберий Кирк
- 1993 — Заряженное оружие / Loaded Weapon 1 — Генерал Мортарс
- 1994 — Звёздный путь: Поколения / Star Trek: Generations — Капитан Джеймс Тиберий Кирк, в отставке
- 1998 — Фан-клуб / Free Enterprise — Билл
- 1998 — Свободная страна / Land of the Free — Эйден Карделл
- 2000 — Призрачная цель / Falcon Down — Майор Роберт Карсон
- 2000 — Мисс Конгениальность / Miss Congeniality — Стэн Филдс
- 2002 — Снимай или буду стрелять / Shoot or Be Shot — Харви Уилкс
- 2002 — Озеро Грум / Groom Lake — Джон Госснер
- 2002 — Шоу начинается / Showtime — камео
- 2004 — Вышибалы / Dodgeball: A True Underdog Story — Судья
- 2005 — Мисс Конгениальность 2: Прекрасна и опасна / Miss Congeniality 2: Armed & Fabulous — Стэн Филдс
- 2006 — Преследование Санты / Stalking Santa — Рассказчик (голос)
- 2007 — Жить / Live Life — Рассказчик
- 2011 — Уильям Шетнер: Богемская рапсодия / William Shatner: Bohemian Rhapsody
- 2011 — Ужасвин / Horrorween — камео

### Телевизионные фильмы
- 1960 — Юлий Цезарь / Julius Caesar — Марк Антоний
- 1960 — The Night of the Auk — Льюис Ронен
- 1968 — Александр Великий / Alexander the Great — Александр Македонский
- 1970 — Sole Survivor — Подполковник Джозеф Гронк
- 1970 — The Andersonville Trial — Подполковник Эн Пи Чипман
- 1970 — Swing Out, Sweet Land — Джон Адамс
- 1971 — Исчезновение / Vanished — Дейв Полик
- 1971 — Оуэн Маршалл, адвокат / Owen Marshall, Counsellor at Law — Окружной прокурор Дейв Бланкеншип
- 1972 — Люди / The People — Доктор Кёртис
- 1972 — Собака Баскервилей / The Hound of the Baskervilles — Джордж Стейплтон
- 1973 — Incident on a Dark Street — Дивер Джи Уоллис
- 1973 — Дневник Алисы / Go Ask Alice — Сэм
- 1973 — The Horror at 37,000 Feet — Пол Ковалик
- 1973 — Женщина-пионер / Pioneer Woman — Джон Сержант
- 1974 — Indict and Convict — Сэм Белден
- 1974 — Молитесь на диких кошек / Pray for the Wildcats — Уоррен Саммерфилд
- 1975 — Десятый уровень / The Tenth Level — Профессор Стивен Тёрнер
- 1975 — Пиратский берег / Barbary Coast — Джефф Кейбл
- 1976 — Perilous Voyage — Стив Монро
- 1978 — Бастард / The Bastard — Пол Ревир
- 1978 — Маленькие женщины / Little Women — Профессор Фридрих Баер
- 1978 — Crash — Карл Тобиас
- 1979 — Riel — Аукционист
- 1979 — Disaster on the Coastliner — Стюарт Питерс
- 1980 — Няня / The Babysitter — Доктор Джефф Бенедикт
- 1982 — Ти Джей Хукер / T.J. Hooker — Сержант Томас Джефферсон ‘Ти Джей’ Хукер
- 1984 — Секреты женатого мужчины / Secrets of a Married Man — Крис Джордан
- 1985 — Норт-Бич и Роухайд / North Beach and Rawhide — Роухайд Макгрегор
- 1988 — Тринити и что было потом / Trinity and Beyond: The Atomic Bomb Movie — Рассказчик
- 1988 — The Trial of Standing Bear — Рассказчик
- 1988 — Падший ангел / Broken Angel — Чак Коубёрн
- 1993 — Семья незнакомцев / Family of Strangers — Эрл
- 1994 — Война тек / TekWar — Уолтер Баском
- 1994 — Война тек 2: Теклорды / TekWar: TekLords — Уолтер Баском
- 1994 — Война тек 3: Лаборатория тек / TekWar: TekLab — Уолтер Баском
- 1994 — Война тек 4: Правосудие тек / TekWar: TekJustice — Уолтер Баском
- 1994 — Janek: The Silent Betrayal — Бодош
- 1996 — Узник Зенды / Prisoner of Zenda, Inc. — Майкл Гейтвик
- 1996 — Остров мёртвого человека / Dead Man’s Island — Чейз Прескотт
- 2003 — Рождественская песнь / A Carol Christmas — Доктор Боб
- 2005 — Last Laugh ’05 — Люцифер
- 2007 — Восхождение к Марсу / Mars Rising — Рассказчик
- 2008 — Поймать Санта-Клауса / Gotta Catch Santa Claus — Санта-Клаус

### Мультипликационные сериалы и фильмы
- 1973 — Звёздный путь / Star Trek — Капитан Джеймс Тиберий Кирк
- 1993 — Кот Ик / Eek! the Cat — Санта-Клаус / Звёздный коммандер Берзерк
- 1998 — Геркулес / Hercules — Ясон, предводитель аргонавтов
- 2001 — Осмосис Джонс / Osmosis Jones — Майор Флегмминг
- 2001 — The Kid — Профессор
- 2005 — Дамский угодник / Lil’ Pimp — Тони Голд
- 2005 — Атомная Бетти / Atomic Betty — Дедушка Бетти / Джим
- 2006 — Большое путешествие / The Wild — Казар
- 2006 — Лесная братва / Over the Hedge — Оззи
- 2009 — Квантовый квест: Космическая одиссея / Quantum Quest: A Cassini Space Odyssey — Кор
- 2013 — Побег с планеты Земля / Escape from Planet Earth — Шенкер
- 2017 — Дружба — это чудо / My Little Pony: Friendship is Magic — Гранд Пеа

### Видеофильмы
- 1997 — Первые люди на Луне / The First Men in the Moon — Великий Лунар, король Луны
- 2002 — Американский психопат 2: Стопроцентная американка / American Psycho II: All American Girl — Starkman

### Видеоигры
- 1992 — Star Trek: 25th Anniversary Enhanced — Капитан Джеймс Тиберий Кирк
- 1993 — Star Trek: Judgment Rites — Капитан Джеймс Тиберий Кирк
- 1997 — Star Trek: Starfleet Academy — Капитан Джеймс Тиберий Кирк
- 1997 — Star Trek: Generations — Капитан Джеймс Тиберий Кирк
- 2006 — Star Trek: Encounters — Рассказчик
- 2006 — Star Trek: Legacy — Капитан Джеймс Тиберий Кирк
- 2006 — Star Trek: Tactical Assault — Джеймс Тиберий Кирк
- 2007 — The Tuttles: Madcap Misadventures — Вэнс
- 2014 — Family Guy: The Quest for Stuff — Джеймс Тиберий Кирк
- 2014 — Elite: Dangerous — Орион

### Режиссёр
- 1983 — Ти Джей Хукер / T.J. Hooker
- 1989 — Звёздный путь V: Последний рубеж / Star Trek V: The Final Frontier
- 1993 — Кунг-фу: Возрождение легенды / Kung Fu: The Legend Continues
- 1994 — Война тек / TekWar
- 1994 — Война тек / TekWar
- 1997 — Причуды науки / Perversions of Science
- 2002 — Озеро Грум / Groom Lake
- 2012 — Получите жизнь! / Get a Life!

### Продюсер
- 1994 — Война тек 2: Теклорды / TekWar: TekLords (исполнительный продюсер)
- 1995 — Война тек / TekWar (исполнительный продюсер)
- 2001 — Mind Meld: Secrets Behind the Voyage of a Lifetime (исполнительный продюсер)
- 2002 — Озеро Грум / Groom Lake
- 2002 — Spplat Attack (исполнительный продюсер)
- 2005 — Invasion Iowa (исполнительный продюсер)
- 2006 — Уильям Шетнер на концерте / William Shatner in Concert (исполнительный продюсер)
- 2006 — Stalking Santa (исполнительный продюсер)
- 2007 — Огненный змей / Fire Serpent (исполнительный продюсер)
- 2009 — Балет Гонзо Уильяма Шетнера / William Shatner’s Gonzo Ballet (исполнительный продюсер)

### Сценарист
- 1956 — On Camera (пьеса)
- 1961 — Checkmate (сюжет)
- 1989 — Звёздный путь V: Последний рубеж / Star Trek V: The Final Frontier (сюжет)
- 1994 — Война тек / TekWar (роман)
- 1994 — Война тек 2: Теклорды / TekWar: TekLords (персонажи)
- 1994 — Война тек 3: Лаборатория тек / TekWar: TekLab (персонажи)
- 1994 — Война тек 4: Правосудие тек / TekWar: TekJustice (персонажи)
- 1995 — Война тек / TekWar (персонажи)
- 2002 — Озеро Грум / Groom Lake (сюжет)
- 2007 — Огненный змей / Fire Serpent (автор)

## Книги

### Фантастика
- «Война с реальностью»
- Star Trek series, all with Judith and Garfield Reeves-Stevens
  - Star Trek: The Ashes of Eden, 1995, ISBN 0-671-52035-0
  - Star Trek: The Return, 1996, ISBN 0-671-52610-3
  - Star Trek: Avenger, 1997, ISBN 0-671-55132-9
  - Star Trek: Spectre, 1998, ISBN 0-671-00878-1
  - Star Trek: Dark Victory, 1999, ISBN 0-671-00882-X
  - Star Trek: Preserver, 2000, ISBN 0-671-02125-7
  - Star Trek: Captain’s Peril, 2002, ISBN 0-7434-4819-7
  - Star Trek: Captain’s Blood, 2003, ISBN 0-671-02129-X
- War series
  - Man o' War, 1996, ISBN 0-399-14131-6
  - The Law of War, 1998, ISBN 0-399-14360-2
- Quest for Tomorrow series
  - Delta Search, 1997, ISBN 0-06-105274-4
  - In Alien Hands, 1997, ISBN 0-06-105275-2
  - Step into Chaos, 1999, ISBN 0-06-105276-0
  - Beyond the Stars, 2000, ISBN 0-06-105118-7
  - Shadow Planet, 2002, ISBN 0-06-105119-5
- Comic book adaptations
  - Star Trek: The Ashes of Eden, DC Comics graphic novel, 1995, ISBN 1-56389-235-9

### Публицистика
- Captain’s Log: William Shatner’s Personal Account of the Making of «Star Trek V: The Final Frontier», as told by Lisabeth Shatner, 1989, ISBN 0-671-68652-6
- Star Trek Memories, with Chris Kreski, 1993, ISBN 0-06-017734-9
- Star Trek Movie Memories, with Chris Kreski, 1994, ISBN 0-06-017617-2
- Get a Life!, with Chris Kreski, 1999, ISBN 0-671-02131-1
- Star Trek: I’m Working on That: A Trek from Science Fiction to Science Fact, with Chip Walker, 2002, ISBN 0-671-04737-X

## Дискография
- 1968 — The Transformed Man[англ.] (Decca)
- 1977 — William Shatner Live (Lemli)
- 1997 — Spaced Out: The Very Best of Leonard Nimoy and William Shatner (compilation) (Universal-International)
- 2004 — Has Been[англ.] (Shout! Factory)[25]

## В культуре
- в эпизоде мультсериала «Симпсоны» «The Squirt and the Whale» («Брызги и кит», 2010)